# Grupo Política Sexual
El Grupo Política Sexual (GPS) fue un grupo informal formado en Argentina en 1972 integrado por militantes feministas y homosexuales, del Frente de Liberación Homosexual (FHL), la Unión Feminista Argentina (UFA) y el Movimiento de Liberación Femenina. Su función fue estudiar y discutir las normas escritas y no escritas que regulan la sexualidad de las personas, con el fin de impulsar cambios sociales que terminaran con el orden patriarcal y heteronormativo. Entre otras personas integraron el grupo Néstor Perlongher, María Elena Oddone, Hilda Rais, Sara Torres, Osvaldo Baigorria, Norma Lamas, Pablo Lamas, Eduardo Todesca, Mónica Guiraldez, Osvaldo Baigorria y Ruth Mary Kelly. En 1973 elaboró en documento titulado «La moral sexual en la Argentina». En 1974 lanzó una campaña contra la prohibición de los anticonceptivos dispuesta por el gobierno de Juan Domingo Perón. Se disolvió de hecho debido a la represión masiva impuesta por la política de terrorismo de Estado llevada adelante por la dictadura cívico-militar que tomó el poder el 24 de marzo de 1976.

## Historia
En los últimos años de la década de 1960 y primeros de la década de 1970 surgieron en Argentina, así como en otras partes del mundo, organizaciones LGBT y feministas de la segunda ola, focalizada en los derechos sexuales y los roles sociales. Por un lado, militantes de orientaciones sexuales no hegemónicas, crearon el Frente de Liberación Homosexual (FLH), liderado por Néstor Perlongher, mientras que por el otro militantes feministas fundaron la Unión Feminista Argentina (UFA) liderada por la cineasta María Luisa Bemberg y el Movimiento de Liberación Femenina (MLF) liderado por María Elena Oddone. 
Ambos movimientos, el FLH y los grupos feministas se vincularon e incluso se superpusieron en sus acciones, especialmente en el cuestionamiento de los roles femeninos y masculinos. El vínculo entre los movimientos de liberación feminista y homosexual se concretó en la creación del Grupo Política Sexual, ámbito de encuentro al que asistían varias decenas de personas, entre ellas Perlongher, María Elena Oddone, Hilda Rais, Sara Torres, Marcelo Benítez, Osvaldo Baigorria, Norma Lamas, Pablo Lamas, Eduardo Todesca, Mónica Guiraldez, Osvaldo Baigorria y Ruth Mary Kelly.
Los movimientos feministas de la segunda ola y de lucha por los derechos de las personas con sexualidades no hegemónicas encontraron una atmósfera de libertad para consolidarse y difundir sus reclamos durante el breve interregno democrático que logró desplazar temporalmente del poder político a los militares y sectores del poder económico, entre mayo de 1973 y marzo de 1976, conocido como «tercer peronismo».
El GPS elaboró colectivamente en septiembre de 1973 un documento titulado «La moral sexual en la Argentina», que no fue publicado pero fue distribuido ampliamente entre militantes feministas y homosexuales. Allí se cuestiona «la familia patriarcal monogámica» y «el modelo heterosexual compulsivo y exclusivo, con supremacía de la genitalidad y en especial del genital masculino, símbolo de la potencia y el poder que después son	proyectados al resto de	las	relaciones sociales, encasillando al varón y a la mujer en roles sexuales jerarquizados, respectivamente 'activos' y 'pasivos'. Al mismo tiempo que se subestiman o reprimen las prácticas sexuales no -genitales y no- procreativas, como la homosexualidad y todo lo que en psiquiatría fue dado en llamar 'perversiones'», cuestionando que se trate de una enfermedad. El documento cuestiona la inseparabilidad del amor con el sexo, reivindica los métodos anticonceptivos, especialmente la píldora y el aborto y no menciona explícitamente el lesbianismo, las identidades transgénero ni la bisexualidad.
En 1974 el GPS lanzó una campaña contra las restricciones para el uso de anticonceptivos y la política de desincentivación del control de la natalidad dispuesta por el gobierno de Juan Domingo Perón mediante Decreto No 659/74.
Se disolvió de hecho debido a la represión masiva impuesta por la política de terrorismo de Estado llevada adelante por la dictadura cívico-militar que tomó el poder el 24 de marzo de 1976.